# 神戸刑務所
神戸刑務所（こうべけいむしょ）は、法務省矯正局の大阪矯正管区に属する刑務所。
日本第五の規模を誇る大規模刑務所である。通称「神刑（しんけい）」。下部機関として豊岡拘置支所を持つ。
刑務作業場は、木工・印刷・洋裁・金属・革工・ゴム加工・自動車整備工場がある。

## 所在地
- 〒674-0061 兵庫県明石市大久保町森田120番地
  - 第二神明道路玉津ICまたは大久保ICから約15分
  - JR西日本 西明石駅から神姫バス加古川方面行き「森田」下車徒歩3分

## 収容分類級
- B,LB,F

再犯者・外国人を収容している。
懲役10年未満の者が大部分であるが、10年以上の長期刑の者も少数ながら収容されている。

## 定員
- 2,000名

## 沿革
- 明治2年（1869年） 現在の神戸市中央区下山手通7丁目、日蓮宗本寿寺に「徒刑場」を開設
- 明治14年（1881年）7月　徒刑場を「兵庫県監獄本署」と呼称
- 明治23年（1890年）10月　「兵庫県監獄署」と改称
- 明治25年（1892年）10月　現在の神戸市兵庫区菊水町2丁目に移転
- 明治36年（1903年）4月　「神戸監獄」と改称
- 大正7年（1918年）4月　現在の神戸市中央区橘通に「神戸監獄橘通出張所」設立
- 大正11年（1922年）10月　「神戸刑務所」と改称
- 昭和11年（1936年）1月　洗濯工場から出火。10工場と第7舎房が焼失[1]。
- 昭和13年（1938年）7月　刑務所が水害により浸水。収容者913人を解放[2]。
- 昭和16年（1941年）11月　橘通出張所が神戸拘置所として独立
- 昭和21年（1946年）10月　現在地（明石市大久保町）に移転[3]
- 昭和61年（1986年）4月 改築工事着工
- 平成8年（1996年） 改築工事竣工
- 令和4年（2022年） 管下の洲本拘置支所の収容を停止する。

## 組織
所長の下に5部を置く5部制の施設である。
- 総務部（庶務・会計・用度）
- 企画調整部（警備・訟務・書信・面会等）
- 矯正処遇部（矯正処遇・作業・教育）
- 調査支援部（処遇調査・審査・保護・社会復帰支援等）
- 医務部（医療・保健）

※豊岡拘置支所は所長の直属（支所長は看守長）。

## 外観・設備
- 被収容訓練棟　4棟
  - 第一工場棟（11工場〜16工場）
  - 第二工場棟（21工場〜27工場）
  - 第三工場棟（31工場〜33工場）
  - 第四工場棟（41・43・44工場）

- 経理作業工場棟（営繕工場・洗濯工場・炊場・中央訓練工場・考査工場・体育館）

- 病棟　（第一・第二養護工場(心身障害のため普通の作業が困難な者のための工場)・病舎）

- 寮舎
  - 第1寮〜4寮（1寮2寮単独室舎房　3寮1階単独室・共同室　3寮2階〜4階単独室舎房・4寮共同室舎房）
  - 共同室舎房は定員6名だが、補助ベッドを使用し9名収容している。
  - 第1寮は内部での規律違反者の取調べ・懲罰・処遇上厳正単独収容者の収容に使用

- その他
  - 保護房
  - 面会室
  - 運動場（第1グラウンド、第2グラウンド、独居用運動場）

- 職員関係
  - 本庁舎（総務部・処遇部作業部門）
  - 管理棟（処遇部処遇部門・教育部・分類審議室）
  - 医務棟（医務部）
  - 職員用グラウンド
  - 武道場

## 特記事項
- 全国の拘置所・刑務所で収容者の使用する施設貸与の靴・サンダルはこの刑務所の23工場にて一括生産されている。
- 平成19年（2007年）12月、業務委託契約を結んだ請負会社の社員に、直接業務指示を出す『偽装請負』があったとして、厚生労働省兵庫労働局から是正指導を受けた。また、これに関連して、偽装請負の状態で勤務していたと主張して、管理栄養士の女性と、この女性を支援する労働組合が、国に対し880万円の損害賠償の支払いを求め、神戸地裁に訴訟を起こした[4]。
- 神戸刑務所は規律がとても厳しいが、再犯率も高いといわれている。
- 法改正により、刑務所においても、友人等の差し入れ、面会、手紙も可能になっているが、ごくまれに、不許可となる例も報告されている（神戸刑務所に限ったことではない）。
- 同刑務所に刑務作業の指導員として出入りしていた金属加工業者の男性が、2007年7月から2009年2月にかけ、受刑者28人に対し、菓子や日用品などを不正に提供したり、外部との手紙や伝言などを仲介したりし、出所後の受刑者らから謝礼をも受け取っていたことが判明した。同刑務所は、不正に気付かなかったり、検査を怠ったりしていた責任があるとして、主任看守の男性刑務官を減給3カ月とするなど、同刑務所の計15人の刑務官を懲戒処分とした[5]。
- 同刑務所の性同一性障害の受刑者2人に対し、他の男性受刑者と同様に髪を短く刈ったり、男性刑務官による身体検査を実施するなどしたことが人権侵害に該当するとして、兵庫県弁護士会が2018年10月24日に山下貴司法務大臣に対し人権救済の勧告を行った[6]。
- 日本では、1875年（明治8年）にマッチの国産化が行われたが、有害な黄燐を利用していたため、製造現場は命を縮めるとして一般からは嫌われ、監獄内の囚人作業により作られていた時期がある。その中でも神戸監獄産のマッチは品質に定評があった[7]